# 北海道廳 (1886年—1947年)

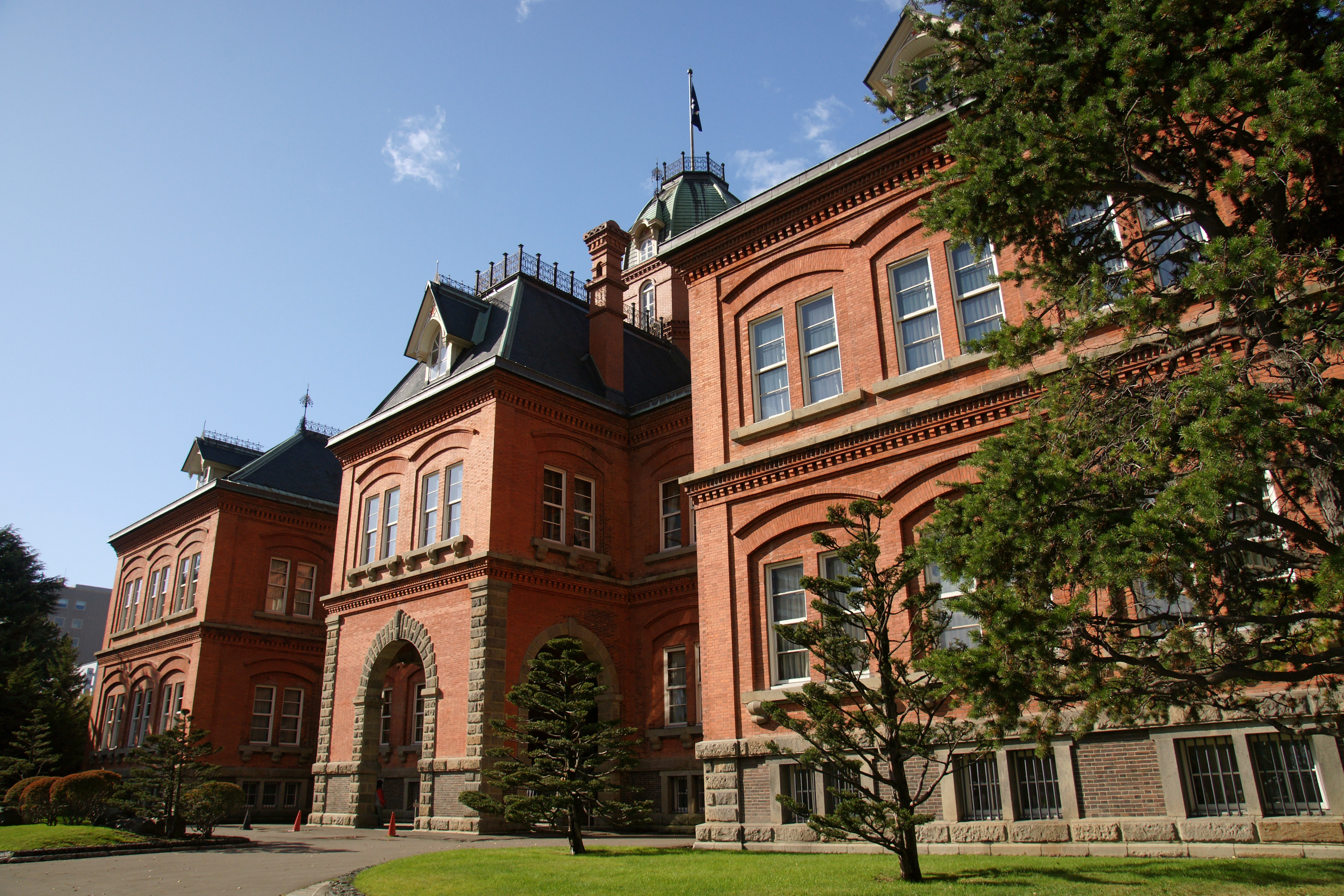
舊本廳舍（紅磚）（攝於2009年10月）

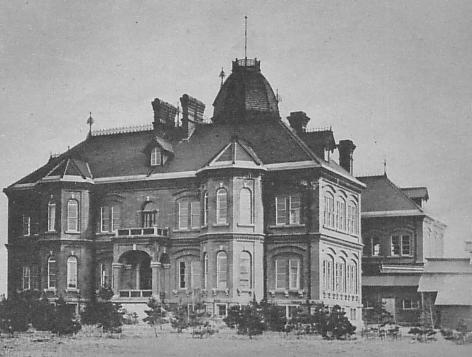
明治时代的北海道廳舍

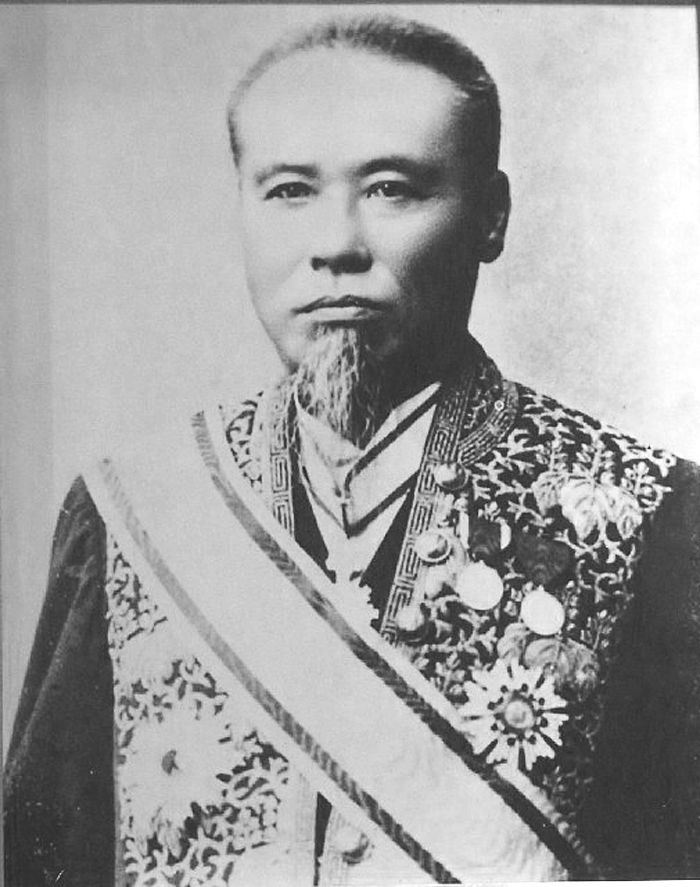
初代長官 岩村通俊

北海道廳，設置於1886年（明治19年）並於1947年（昭和22年）廢除。是内務省直轄的行政區劃北海道管轄的地方行政官廳。

## 概述
北海道廳長官下設置了長官官房、總務部、學務部、經濟部、土木部、拓殖部、警察部管理事務。因為北海道成立的歷史原因和其他的府縣不同，在北海道地方費法（明治34年法律3号）的基礎上設置的「北海道地方費」，並和其他府縣的公法人一樣一視同仁。此外北海道還有獨立的北海道会法（明治34年法律2号）、並以此為基礎設立了北海道会（等同於現在的北海道議会）和北海道参事会。其中大部分法令都適用府縣制的規定。

## 历史
- 1869年（明治2年）
  - 8月15日（7月8日），開拓使成立。
  - 9月20日（8月15日），将曾被称为和人地及蝦夷地的地区名称更改为北海道，並在该地区设立了11个令制國和86个郡。
- 1870年3月14日（1870年2月13日），随着库页岛開拓使的成立，開拓使更名为北海道開拓使。
- 1871年9月21日（1871年8月7日），和库页岛開拓使合并，並改回開拓使。
- 1882年2月8日（明治15年），北海道開拓使被废除，设立函馆、札幌、根室三个县（废使置县）。
- 1886年1月26日（明治19年）废除三县，设立北海道廳。本廳设在札幌，支廳设在函馆和根室（廢縣置廳）。
- 1893年（明治26年）以郡司成忠和白瀬矗為首的開拓事業團「千島報效義會」向千島群島的占守島、幌筵島、捨子古丹島、越渴磨島派遣越冬部隊。
- 1897年11月2日（明治30年）设立支廳。同时，郡役所被撤销。
- 1903年12月（明治36年），紗那支廳与根室支廳合并。
- 1947年（昭和22年）
  - 4月21日，田中敏文在修改后的道府縣制举行的第一次统一地方选举中被任命为第一任公選長官。
  - 随着5月3日地方自治法的实施，北海道廳被废止，北海道作为一个普通地方公共團體成立。与此同时，北海道廳長官更名为北海道知事。

## 相关條目
- 旧北海道政府办公楼
- 北海道政府铁路（日语：北海道官設鉄道） - 由北海道政府铁路部门运营的铁路，1905年并入铁路工程局。
- 北海道開發廳 - 日本中央政府的北海道開發機構，2001年改制為國土交通省北海道局（日语：北海道局）。其地方支分部局為北海道開發局（日语：北海道開発局）。
- 北海道政府（日语：北海道庁） - 现在的行政机关
- 北海道 (令制)